# Ocet

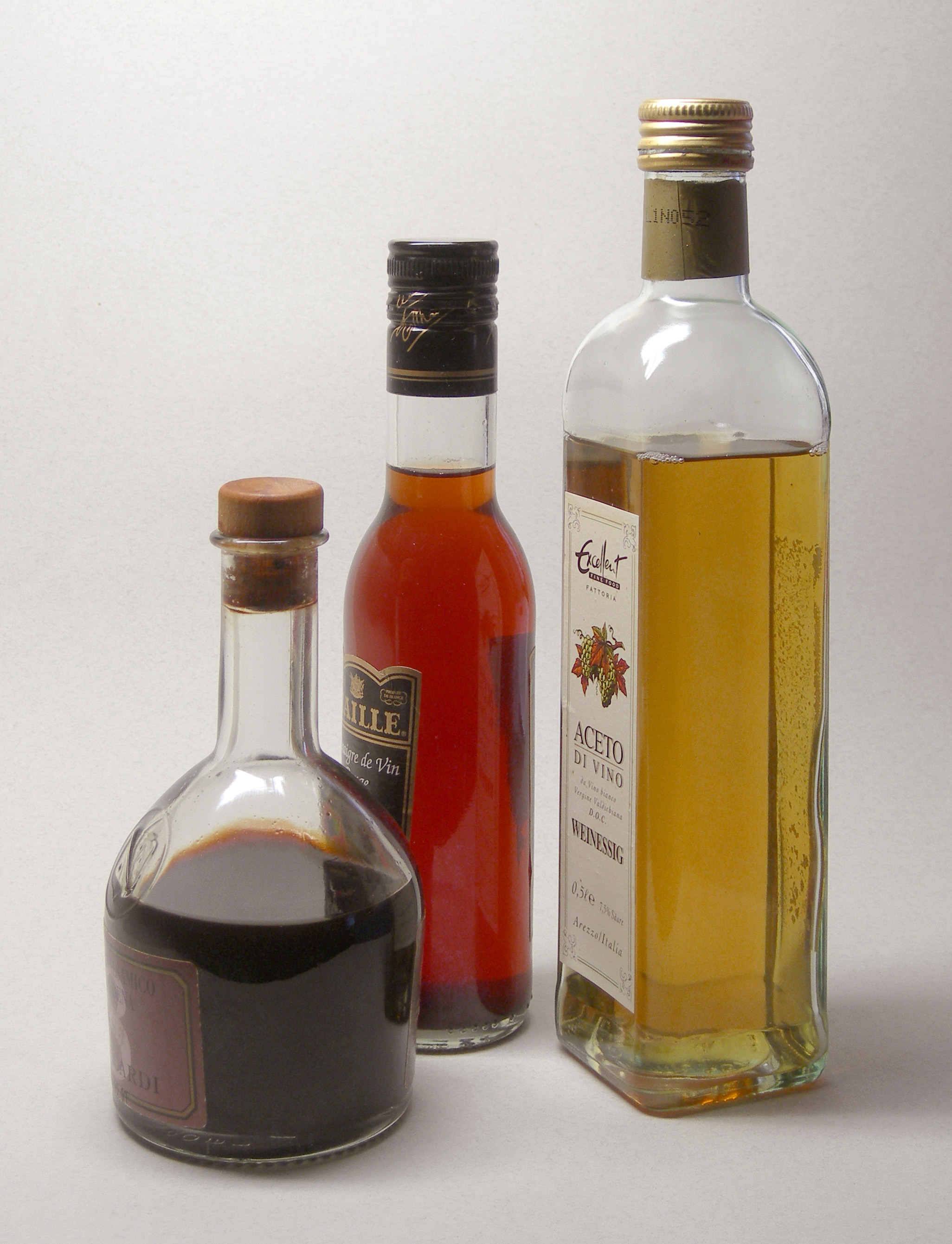
Balzamikový ocet (vlevo) a vinný ocet z červeného (uprostřed) a bílého (vpravo) vína

Ocet je potravinářská přísada a konzervační činidlo, jehož hlavní složkou je kyselina octová v koncentraci podle druhu octa od asi 4 do 18 % (nejčastější koncentrace je 8 %). Potravinářský ocet se vyrábí oxidací tekutin obsahujících ethanol, například vinný ocet z vína. Během oxidace bakterie rodu Acetobacter oxidují za přítomnosti kyslíku ethanol na kyselinu octovou. Ocet se v potravinářství užívá jednak ke konzervaci zeleniny, jednak jako okyselující součást pokrmů v řadě kuchyní světa. Byl takto používán již v antice.

## Druhy octa

### Vinný ocet
Vyrábí se z červeného nebo bílého vína a je to nejobvyklejší druh octa ve Střední Evropě a Středozemí. Stejně jako víno se i vinné octy vyznačují velkými rozdíly v kvalitě. Lepší vinné octy zrají v dřevěných sudech až dva roky. Vinný ocet, případně ředěný vodou, se již ve starověku používal jako osvěžující nápoj zejména v letních měsících.

### Jablečný ocet
Jablečný ocet se vyrábí z jablečného moštu a má žlutohnědou barvu.

### Balzamikový ocet
Balzamikový ocet (aceto balsamico) je zvláštní druh octa vyráběný tradičně v italské Modeně, který se připravuje přímo z vylisovaných hroznů odrůdy trebbiano. Tradiční balzamikový ocet pak zraje nejméně dvanáct let v dřevěných sudech a dosahuje cen srovnatelných s nejlepšími víny.

### Rýžový ocet
Je oblíbený v kuchyních východní a jihovýchodní Asie. Existuje světlý, červený a tmavý. V Japonsku je nejoblíbenější světlý rýžový ocet, který se používá na suši rýži a do salátových zálivek. Tmavý rýžový ocet je nejpopulárnější v Číně a běžně se používá v dalších jihoasijských kuchyních.

### Sladový ocet
Vyrábí se sladováním ječmene, díky čemuž se škrob v zrnu přemění na maltózu. Z ní se pak uvaří ale, které se nechá zoctovatět. Výsledný ocet posléze zraje. Obvykle má světle hnědou barvu. Je oblíbený zejména ve Velké Británii.

### Lihový (kvasný) ocet
Výroba probíhá kvašením ředěného etanolu. Ve vodném roztoku je kvasný ocet při velmi nízkých koncentracích vůní i chutí velmi podobný roztoku kyseliny citronové,[zdroj?] díky čemu jej lze s úspěchem použít v kuchyni do nápojů, nebo jako prostředek proti zápachům. Octová voda je též výborný prostředek proti zatuchlině – kanalizace, automatické pračky a podobně. Kvasný ocet nalezl uplatnění také jako lék proti plísňovým onemocněním nohou (tzv. bazénová nemoc).

## Potravinové výrobky na bázi octa

### Hesperiden-Essig
Směs kvasného lihového octa (87%), bílého vinného octa (10%), koncentrované jablečné šťávy (2,5%) a přídatných látek E224 a E150c, používaná především v rakouské kuchyni.